# さくらの唄 (GOING STEADYのアルバム)
『さくらの唄』（さくらのうた）は、日本のバンド、GOING STEADYが2001年7月6日にリリースした、2枚目のアルバムである。

## 概要
- 歌詞カードの「愛しておくれ」と「グレープフルーツムーン」の間に載っている文章は、昔村井が峯田に何度も書いた手紙の中の一つだといわれている。
- シングル曲「東京少年」「BABY BABY」「星に願いを」はアルバムバージョンである。
- 「もしも君が泣くならば」は「BOYS&GIRLS」に収録されている「MY SOULFUL HEART BEAT MAKES ME SING MY SOUL MUSIC」を改題、改詞、リアレンジした曲。
- 2001年下半期、10代女性が恋人にカラオケで歌ってほしい楽曲No,1に「もしも君が泣くならば」がランクインした。
- 2002年の3月6日にアナログ盤も発売されている。

## 収録曲
| 全作詞・作曲: ミネタカズノブ。 |                            |                |                |
| #                              | タイトル                   | 作詞           | 作曲・編曲     |
| 1.                             | 「アホンダラ行進曲」       | ミネタカズノブ | ミネタカズノブ |
| 2.                             | 「東京少年」               | ミネタカズノブ | ミネタカズノブ |
| 3.                             | 「BABY BABY」              | ミネタカズノブ | ミネタカズノブ |
| 4.                             | 「銀河鉄道の夜」           | ミネタカズノブ | ミネタカズノブ |
| 5.                             | 「TOO YOUNG TO CRY」       | ミネタカズノブ | ミネタカズノブ |
| 6.                             | 「愛しておくれ」           | ミネタカズノブ | ミネタカズノブ |
| 7.                             | 「グレープフルーツムーン」 | ミネタカズノブ | ミネタカズノブ |
| 8.                             | 「もしも君が泣くならば」   | ミネタカズノブ | ミネタカズノブ |
| 9.                             | 「佳代」                   | ミネタカズノブ | ミネタカズノブ |
| 10.                            | 「GO FOR IT」              | ミネタカズノブ | ミネタカズノブ |
| 11.                            | 「星に願いを」             | ミネタカズノブ | ミネタカズノブ |